# Alfabet guaraní
L'alfabet guaraní (achegety) és una variant de l'alfabet llatí utilitzada per escriure el guaraní, una llengua parlada majoritàriament al Paraguai i als països del voltant. Està format per 33 lletres, que aquí es mostren ordenades:
A, Ã, CH, E, Ẽ, G, G̃, H, I, Ĩ, J, K, L, M, MB, N, ND, NG, NT, Ñ, O, Õ, P, R, RR, S, T, U, Ũ, V, Y, Ỹ, '.
Els seus noms són;
a, ã, che, e, ẽ, ge, g̃e, he, i, ĩ, je, ke, le, me, mbe, ne, nde, nge, nte, ñe, o, õ, pe, re, rre, se, te, u, ũ, ve, y, ỹ, puso.

## Descripció

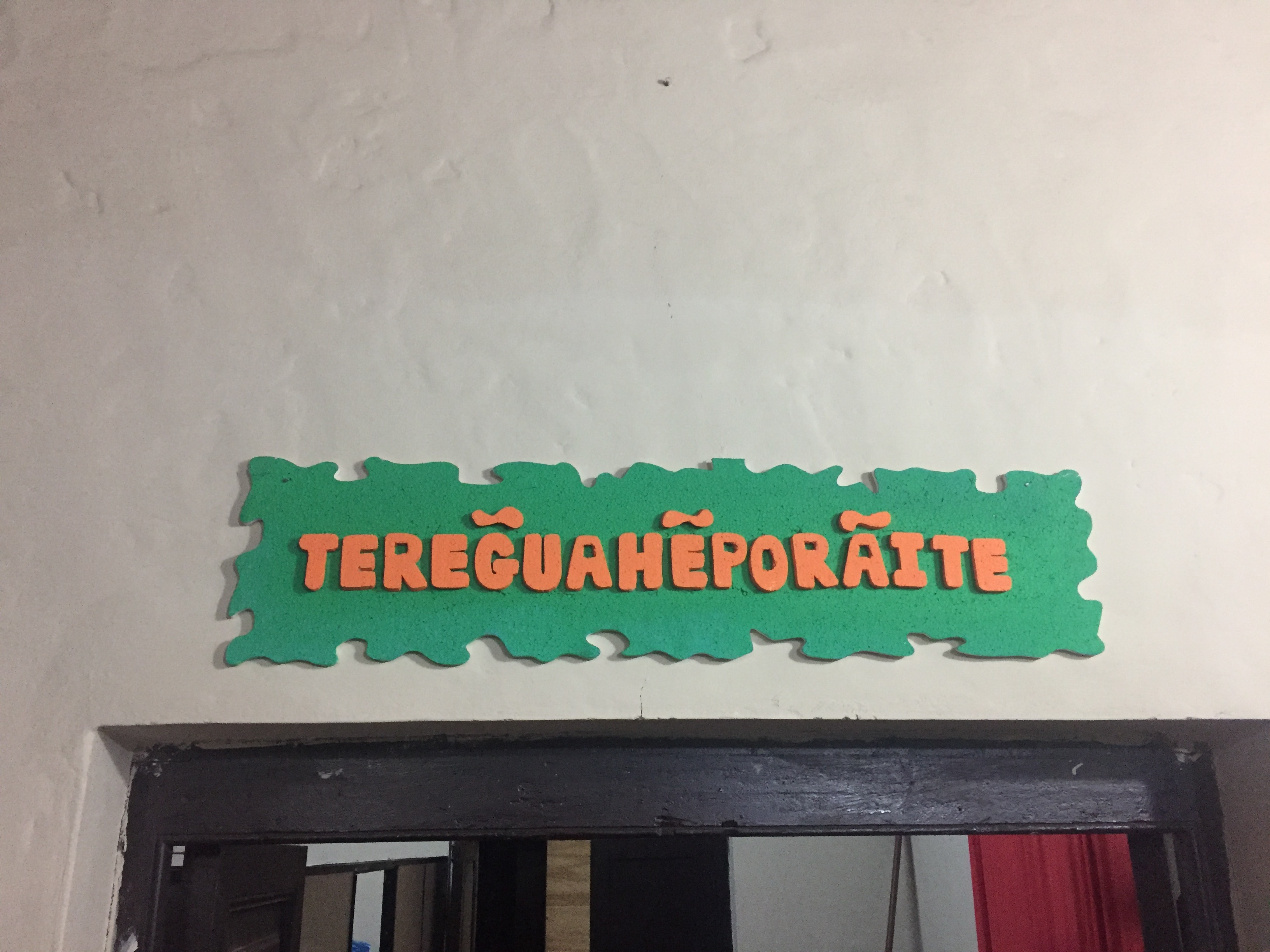
Senyal de benvinguda en llengua guaraní

Les sis lletres "A", "E", "I", "O", "U", "Y" denoten els sons vocàlics. Les variants amb titlla són versions nasals. L'apòstrof " ' " (anomenat puso), representa una oclusiva glotal sorda. Totes les altres lletres (incloent "Ñ", "G̃", i els dígrafs) són consonants.
Les lletres llatines B, C, D només s'utilitzen com a parts dels dígrafs, mentre que F, Q, W, X, Z ni tan sols es fan servir. La lletra "L" i el dígraf "RR" només s'utilitzen en manlleus del castellà, paraules amb influència de la fonologia castellana, o en onomatopeies no verbals. El dígraf castellà "LL" no s'utilitza en guaraní.
Les versions amb titlla de "E", "I", "U", "Y", and "G" no estan disponibles en les fonts ISO Latin-1, i la "G" amb titlla no està disponible ni com a combinació precomposta en Unicode. En entorns digitals, on aquests símbols no estan disponibles, normalment la titlla s'escriu postfixa al caràcter base ("E~", "I~", "U~", "Y~", "G~") o bé s'utilitza un accent circumflex ("Ê", "Î", "Û", "Ŷ", "Ĝ").
L'accent agut diacrític "´" s'utilitza per indicar l'accent prosòdic (muanduhe). Si s'omet, l'accent recau a l'última síl·laba: syva [sy'va] ("front"), áva ['ava] ("cabell"), tata [ta'ta] ("foc"), tái [taj] ("picant").

## Història
No va ser fins a l'arribada dels conquistadors al segle xv que el guaraní va disposar d'un sistema d'escriptura. Els primers textos en guaraní van ser produïts pels missioners jesuïtes en alfabet llatí. El pare Antonio Ruíz de Montoya va documentar la llengua en l'obra Tesoro de la lengua guaraní (un diccionari guaraní-espanyol publicat l'any 1639) i Arte y bocabvlario de la lengua guaraní (un compendi gramatical i diccionari, publicat l'any 1722) entre d'altres.
L'alfabet i l'ortografia utilitzats en aquests primers llibres eren inconsistents i substancialment diferents dels actuals. El 1867, el mariscal i president del Paraguai Francisco Solano López va convocar un consell per regular l'escriptura; malauradament, l'esforç no va donar bons resultats.
L'escriptura va ser finalment normalitzada el 1950, al Congrés de la Llengua Guaraní de Montevideo, per iniciativa de Reinaldo Decoud Larrosa. L'Alfabet Fonètic Internacional va influir notablement la normalització. D'aleshores ençà, aquesta és comunament utilitzada al Paraguai.
Això no obstant, existeixen encara desacords. Alguns opinen que el dígraf "CH" hauria d'ésser reemplaçat per "X", "G"-titlla hauria de ser "G", amb la titlla sobre d'una vocal adjacent.
El nom guaraní achegety és un neologisme format per a-che-ge (els noms de les tres primeres lletres) i ty que vol dir "agrupar", "ajuntar".

## Topònims i noms propis
Hi ha molts topònims i alguns noms propis que deriven del guaraní a l'Argentina, l'Uruguai, el Paraguai i Brasil. Normalment s'escriuen d'acord amb els sistemes espanyol o portugués, i la seva pronunciació sovint ha canviat considerablement al llarg dels segles, fins al punt que a vegades els parlants guaranís ja no els entenen.